# کربلا (فیلم)
کربلا (لهستانی: Karbala) یک فیلم درام لهستانی بر پایهٔ وقایعی واقعی در جریان حمله ۲۰۰۳ به عراق است که در سال ۲۰۱۵ منتشر شد. این فیلم دفاع از ساختمان شهرداری کربلا توسط نیروهای موازنه‌ساز لهستان و بلغارستان را در جریان شورش شیعیان در سال ۲۰۰۴ را به تصویر می‌کشد. این فیلم در ۱۱ سپتامبر ۲۰۱۵ به نمایش درآمد.

## گزیدهٔ بازیگران
- بارتوئومیئی توپا
- هریستو شاپوف
- آنتونی کرولیکوفسکی
- میخاو ژورافسکی
- پیوتر ژورافسکی
- لشک لیخوتا
- توماش شوخارت
- زبیگنیف استرئی
- پیوتر گوئوواتسکی
- کشیشتف دراچ
- ووکاش سیملات
- ماچئی میکووایچیک
- میکووای رُزنرسکی
- کاژیمیش مازور
- اثیر عادل
- فاطمه یزدانی